# Vladimir Zhigili
Vladimir Zhigili, en ruso:    Владимир Викторович Жигилий (nacido el 16 de diciembre de 1952 en Oleksandrivka, Ucrania) fue un jugador soviético de baloncesto. Consiguió 7 medallas en competiciones internacionales con la Unión Soviética. 